# Martin-Luther-Universität Halle-Wittenberg

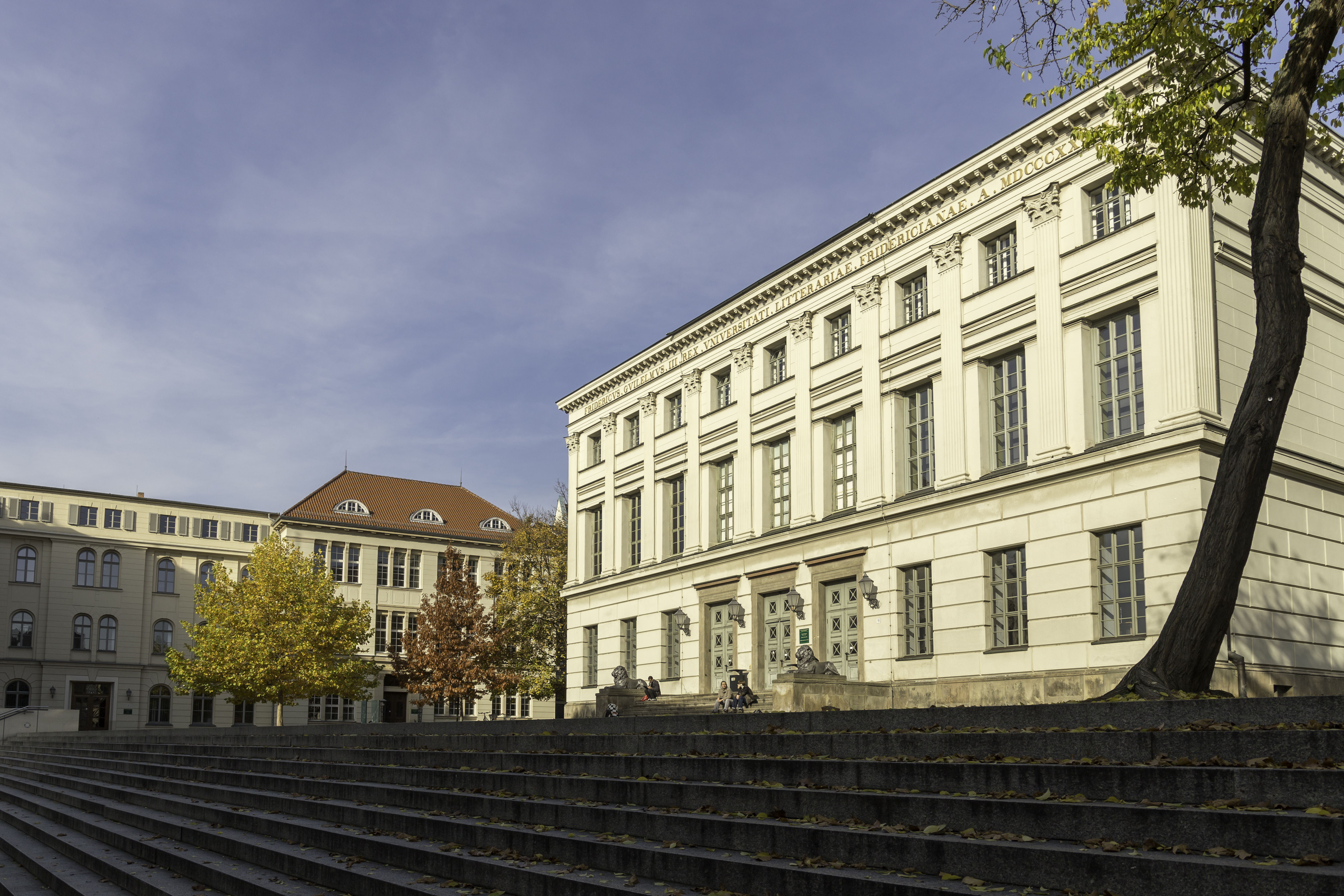
Löwengebäude am Universitätsplatz in Halle

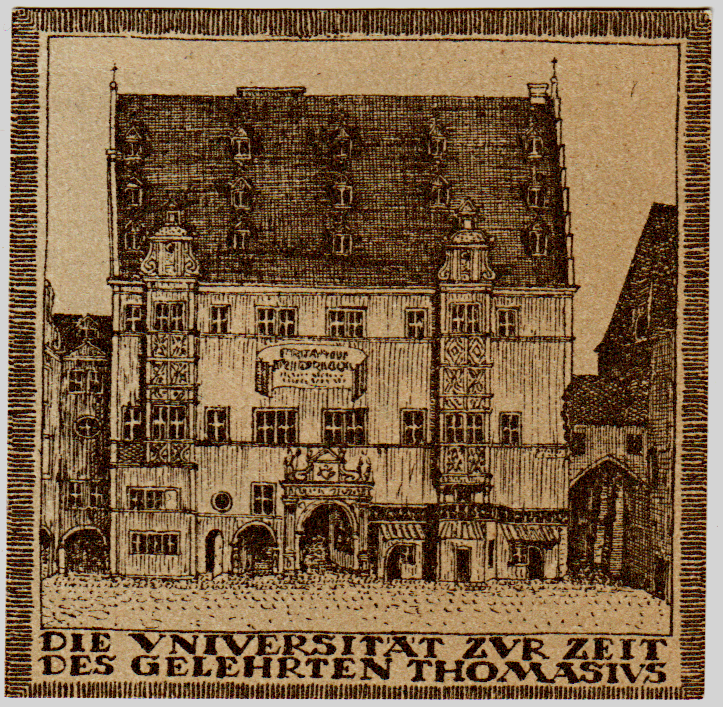
Die Universität zur Zeit des Thomasius auf einem Notgeldschein von 1921.

Die Martin-Luther-Universität Halle-Wittenberg (MLU) mit Hauptsitz in Halle (Saale) ging 1817 aus zwei Vorgängereinrichtungen hervor. Die ältere wurde 1502 als Leucorea in Wittenberg gegründet. Die jüngere Friedrichs-Universität entstand 1694 auf Veranlassung des Brandenburgischen Kurfürsten Friedrich III. in Halle. Als Zentrum von Pietismus und Aufklärung wurde sie bald eine der bedeutendsten Universitäten ganz Deutschlands. Ihren heutigen Namen erhielt die Volluniversität am 10. November 1933, als des 450. Geburtstages von Martin Luther gedacht wurde. 1994 feierte man ihr 300-jähriges Gründungsjubiläum. Die Universität Halle hat vier Nobelpreisträger hervorgebracht: den Mediziner Emil von Behring, die Chemiker Hermann Staudinger und Karl Ziegler sowie den Physiker Gustav Hertz. Zu den großen Gelehrten gehört Kurt Mothes, von 1954 bis 1974 Präsident der Deutschen Akademie der Naturforscher Leopoldina.

## Geschichte

### Friedrichs-Universität
Friedrich III., Kurfürst von Brandenburg (und ab 1701 König Friedrich I. in Preußen), wollte im südlichen Herzogtum Magdeburg eine neue Universität errichten. Die Hallenser Ritterakademie, 1688 aus einer Exerzitienschule hervorgegangen, reichte schon lange nicht mehr für die Bedürfnisse der aufstrebenden Stadt aus.
Nach längerem Hintertreiben der Pläne an den Dresdener und Wiener Höfen hatte Kaiser Leopold I. endlich das Privileg zur Universitätsgründung erteilt. Am 30. Juni 1694 wollte Kurfürst Friedrich III. in Halle einziehen. Beim Dorf Trotha, wo der Landesherr Mittagstafel hielt, waren ihm viele berittene Studenten mit gezogenem Degen entgegengeritten, um ihm beim feierlichen Einzug das Geleit zu geben. Gegen 15 Uhr brach der Zug aus Trotha auf. Voran Jäger, Halloren, die Leibgarde, der Hofstaat, die Studenten, Pauker und Trompeter, dann der Kurfürst und sein Bruder Markgraf Philipp Wilhelm und zum Schluss ein Heer von Trabanten. Am Leipziger Tor empfingen der Stadtrat und die Professoren den einziehenden Kurfürsten. Am 1. Juli 1694 (nach gregorianischem Kalender am 11. Juli), dem Geburtstag Friedrichs III., wurde die Universität eingeweiht und auf den Namen des Landesherrn und Stifters „getauft“. 2000 Studenten von den Nachbaruniversitäten hatten sich eingefunden, um die neue Hochschule zu feiern. In der Domkirche hielt der Hofprediger Benjamin Ursinus die Festpredigt. Darauf eröffnete Staatsminister Paul von Fuchs mit der Inaugurationsrede die Friedrichs-Universität im Namen Kaiser Leopolds I. und auf Befehl Kurfürst Friedrichs III. Zum Rector Magnificus wurde Kurprinz Friedrich Wilhelm und zum Prorector der Theologe Johann Wilhelm Baier bestimmt. Der jeweilige Kurprinz sollte für die Zukunft stets das Rektorat bekleiden. Am 2. Juli wurden durch die Dekane der Fakultäten zwei doctores theologiae, acht doctores iuris, zehn doctores medicinae und 30 magistri ernannt. Damit war die neue Universität ins Leben getreten.
Das Universitätshauptgebäude war bis 1834 die Ratswaage. Die herausragenden an der Gründung beteiligten Gelehrten waren der Rechtsgelehrte und Philosoph Christian Thomasius und der Philosoph Christian Wolff. Durch die praktischen ethischen Schriften Thomasius’ wurde die hallische Universität zu einem Ausgangspunkt der deutschen Aufklärung. Im 18. Jahrhundert gingen diejenigen, die später die höheren Beamten des preußischen Staates wurden, nicht zuletzt aufgrund des Ansehens, das die Universität Halle durch Thomasius gewonnen hatte, zum Studium dorthin und nicht länger – wie zuvor – zumeist an die Brandenburgische Universität Frankfurt.
In den Folgejahren entstanden jedoch Konflikte mit den 1698 gegründeten Franckeschen Stiftungen, die das Zentrum des deutschen Pietismus wurden. Als Konsequenz der Unnachgiebigkeit Wolffs wurde dieser vom preußischen König Friedrich Wilhelm I. 1723 unter Androhung der Todesstrafe des Landes verwiesen. Wolff, der mit Gottfried Wilhelm Leibniz die Philosophie Deutschlands dominierte, emigrierte nach Marburg, wo er umjubelt eintraf. Nachdem sich die Konflikte zwischen Wolff und den hallischen Pietisten gelegt hatten, holte Friedrich II. Wolff 1740 wieder an die Universität Halle zurück. Im Jahr 1743 wurde Wolff als Nachfolger Johann Peter von Ludewigs Kanzler der Universität.
Im Jahr 1716 werden zum ersten Mal farbentragende Hallesche Studenten schriftlich erwähnt. Ein Jahr später existierten zwölf Landsmannschaften in Halle. Man hatte sich zusammengeschlossen, nachdem ein Theologiestudent gewaltsam zum Soldaten gepresst worden war. In der zweiten Hälfte des 18. Jahrhunderts dominierte die Landsmannschaft der Mosellaner die Studentschaft. Sie war 70 bis 80 Mann stark und trug grün-weiße Kokarden am Hut. Zeitweise existierten auch in Halle die freimaurerisch geprägten Studentenorden, u. a. Constatisten und Amicisten, die aber kaum eine nennenswerte Stellung einnehmen konnten. Nach 1786 verschwanden sie allmählich und 1801 wird die Auflösung des letzten Halleschen Ordens, des Unitistenordens vermeldet.
1717 eröffnete Johann Juncker an den Franckeschen Stiftungen das erste deutsche akademische Krankenhaus. 1724 wurde Moyses Sobernheim aus Bingen als einer der ersten Juden an einer deutschen Universität in Halle zum Dr. med. promoviert. Als erste Frau an einer deutschen Universität wurde Dorothea Christiane Erxleben 1754 in Halle promoviert.
Am 17. Oktober 1806 nahmen napoleonische Truppen Halle ein (Preußen erklärte Frankreich am 9. Oktober den Krieg – Vierter Koalitionskrieg; 14. Oktober 1806 Schlacht bei Jena und Auerstedt). Am 19. Oktober ritt der Kaiser Napoleon selbst in die Stadt ein. Eine Deputation begab sich sofort zu ihm, um Schutz für die Hochschule zu erbitten, den der bisherige kommandierende Befehlshaber, Marschall Bernadotte, bereits zugesagt hatte. Napoleon bestätigte den Deputierten sein Wohlwollen, nur um am Folgetag den Prorektor Maaß zu sich zu rufen und ihm mitzuteilen, dass die Friedrichs-Universität vom selbigen Tag an aufgehoben sei. Sämtliche Studenten, mit Ausnahme der geborenen Hallenser, sollten die Universität binnen 24 Stunden verlassen. Ihr bisheriges Hauptgebäude, die Ratswaage, funktionierte die Besatzungsmacht zum Lazarett um. Dabei wurde die wertvolle Inneneinrichtung zerstört. Danach diente die Ratswaage zeitweise auch als Schlachthaus. Mit Wiedereröffnung der Universität erhielt das Gebäude der Ratswaage nach Restaurierung wieder seine bisherige Funktion, bis 1834. König Hieronymus I. von Westphalen, zu dem Halle nun gehörte, hatte am 23. Dezember 1807 Deputierte seines neuen Königreiches, darunter auch Abgesandte der aufgehobenen Hochschule unter Führung Niemeyers, empfangen und die Wiedereröffnung der Universität versprochen. Am 16. Mai 1808 wurde die Wiedererrichtung in feierlicher Weise vollzogen. Neuen Zuzug von Lehrkräften brachte die Auflösung der Universitäten Helmstedt und Rinteln. Am 15. Juli 1813 ließ Kaiser Napoleon die Friedrichs-Universität ein zweites Mal aufheben, da sich in Anbetracht der Befreiungskriege die Studenten in Scharen ihrem ehemaligen Landesherrn Friedrich Wilhelm III. zum Kampf gegen die Franzosen anschlossen. Nach dem Sieg Preußens in der Völkerschlacht bei Leipzig ordnete der König am 15. November 1813 an, „dass die Universität Halle sofort in ihre volle Wirksamkeit eintreten solle“. Der Sieg über Frankreich führte auch in Halle zu nationaler Begeisterung unter den Studenten. Am 1. November 1814 gründete sich mit der Teutonia eine gemeinsame Landsmannschaft aller deutscher Studenten Halles, die die alten regionalen Zusammenschlüsse ersetzen sollte. Am 12. April 1817 wurde die vormals kursächsische und durch die Teilung Sachsens an Preußen gekommene Wittenberger Universität auf die Hallesche verschmolzen.

### Universität Halle-Wittenberg

#### Nach 1817

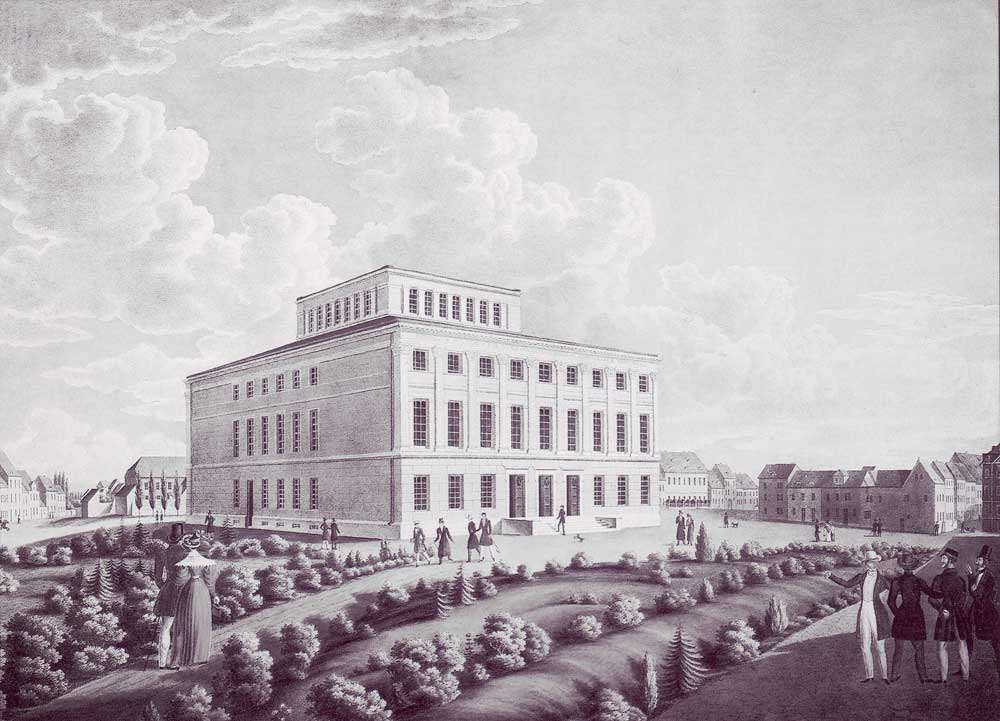
Universitätsgebäude in Halle (1836), das heutige Löwengebäude

Die Universität hieß von nun an, mit Bezug auf die beiden im Doppelsiegel präsenten Gründer, den sächsischen Kurfürsten Friedrich den Weisen und den brandenburgischen Kurfürsten Friedrich III., die „(Königliche) Vereinigte Friedrichs-Universität Halle-Wittenberg“.
Die vom Preußischen Staat durch die Zusammenlegung erwarteten Synergieeffekte traten nach 1817 auf dem Gebiet der Naturwissenschaften und der Medizin tatsächlich ein. Bis zur Reichsgründung war die Universität jedoch einem ständigen Säuberungsprozess ausgesetzt. Nach 1817 wurden Professoren, die sich mit der Napoleonischen Fremdherrschaft arrangiert hatten, zurückgestuft oder entlassen.
Als von der Gründung der Urburschenschaft in Jena ausgehend die neue burschenschaftliche Bewegung die deutschen Universitäten erfasste, gründete sich auch in Halle eine erste Burschenschaft, die in scharfen Gegensatz zu den Landsmannschaften geriet. Die Karlsbader Beschlüsse fanden allerdings auch in Preußen Umsetzung und die Regierung sandte, da sie die Burschenschaft in Halle staatsgefährdender Bestrebungen verdächtigte, den Regierungsbevollmächtigten von Witzleben zur Überwachung aller studentischen Vereinigungen nach Halle. Dessen rigoroses Vorgehen söhnte Burschenschaft und Landsmannschaften schnell aus. Vereint zog man vor sein Haus und warf ihm die Scheiben ein. Als Witzleben mit Verhaftungen antwortete, protestierte die Studentenschaft 1822 mit einem Auszug nach der Broyhanschenke im heutigen Ammendorf/Beesen.
Zum 50-jährigen akademischen Lehrjubiläum des um die Universität hochverdienten Kanzlers August Hermann Niemeyer bewilligte der König am 18. April 1827 40 000 Taler zum Bau eines neuen Universitätsgebäudes. 1831 wurden noch einmal 23 400 Taler nachbewilligt. Die Silvesternacht 1830/31 brachte der Universität neuerliche Studentenunruhen. Nachdem dem Universitätsrichter Schultze nach Einmischung in studentische Streitfragen die Scheiben eingeworfen worden waren, kam es abermals zu Verhaftungen. Da unter den Arrestierten mit dem Studenten Salomo, Mitglied der Pomerania, auch ein Landsmannschafter war, versammelte sich der Senioren-Convent bewaffnet auf dem Schulberg, um Salomo nötigenfalls auch mit Gewalt zu befreien. Man zog vor das Haus der Prorektors Gruber und zwang ihn, sich zum Karzer zu begeben und Salomo freizulassen. Diese Vorkommnisse erregten viel Aufsehen und führten dazu, dass der Geheime Regierungsrat Delbrück zum außergewöhnlichen Regierungsbevollmächtigten ernannt und von der Regierung zu einer Untersuchung angehalten wurde. Diese verlief allerdings resultatlos. Infolge des Frankfurter Wachensturms 1833 wurden auch in Halle die studentischen Vereinigungen stärker unterdrückt. Nichts destoweniger tat sich in der Vormärzzeit eine Fülle neuer Hallescher Korporationen auf, wie 1836 die Borussia, 1837 der Verein auf dem Pflug (später Burschenschaft Allemannia auf dem Pflug) oder 1843 der Hallenser Wingolf. Auch reaktivierten sich die nunmehr Corps genannten alten Landsmannschaften, so etwa 1840 die Guestphalia.
In den 1830er Jahren tobte ein heftiger Streit in der Theologischen Fakultät, der zur Ausgrenzung und Entlassung von Altlutheranern und Rationalisten führte. Zugleich wurde das studentische Leben einer scharfen Kontrolle unterworfen, die zum Absterben jeglicher politischer Regung führte. Nach der gescheiterten demokratischen Bewegung von 1848 wurden erneut mehrere Mitglieder des Lehrkörpers entlassen oder ins Exil gedrängt. Seit den 1860er Jahren gehörte die Universität jedoch – nicht zuletzt durch einen Generationswechsel in der Professorenschaft – wieder zu den bedeutendsten im deutschen Sprachraum. Größere Investitionen verdankt die Universität den Reparationen des Krieges 1870/71, etwa neue Universitätskliniken und die heutige Universitäts- und Landesbibliothek. In der Studentenfrequenz stand Halle jedoch immer hinter Berlin, Leipzig und München zurück. Seit dieser Zeit ist ein für Halle typisches Phänomen zu beobachten: die Durchgangsuniversität. Wegen begrenzter finanzieller Ressourcen werden hier üblicherweise vergleichsweise junge, talentierte Forscher berufen, die dann nach Berlin, Leipzig oder – seit 1945 – nach Westdeutschland, etwa Bonn, Mainz, Göttingen oder München, wechseln.

#### 1918–1945

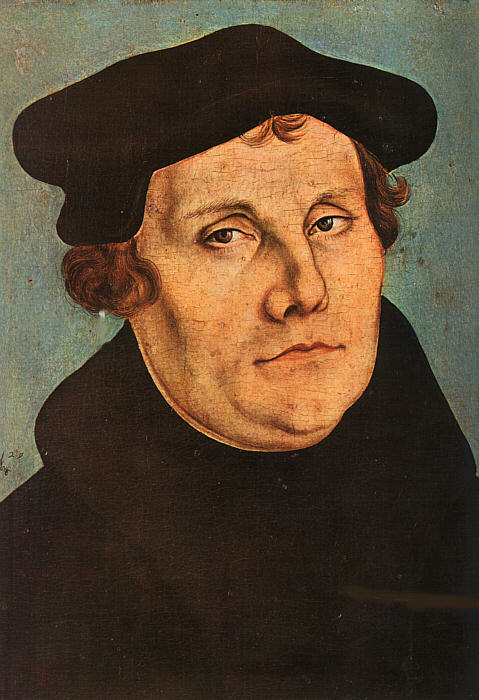
Lucas Cranach d. Ä.:
Martin Luther

In der Weimarer Republik galt die Universität als reaktionär und nicht förderungswürdig. Investitionen fanden nicht statt, berufen wurden üblicherweise Gelehrte der zweiten Reihe.
Mit Wirkung vom 5. Juli 1930 wurde die Vereinigte Friedrichs-Universität in Universität Halle-Wittenberg umbenannt und erhielt eine demokratischere Verfassung. In der sich entwickelnden Weltwirtschaftskrise gab es im preußischen Unterrichtsministerium im Jahr 1931 Überlegungen, die Universität Halle aus Ersparnisgründen und wohl auch politischen Gründen zu schließen. Daraufhin entfachten Angehörige des Lehrkörpers eine Kampagne, die sich öffentlichkeitswirksam des Namens Luther bediente: „Rettet die Luther-Universität!“. Parallel dazu kamen Überlegungen auf, die Universität nach Luther zu benennen. Den ersten Vorschlag in diese Richtung machte der Mediziner Theodor Brugsch am 4. Juli 1932 in einer Senatssitzung. Der Vorschlag wurde zunächst mehrheitlich abgelehnt. Nach der Machtübernahme der Nationalsozialisten wurde ein neuer Anlauf unternommen und diesmal wurde der Vorschlag mit 11 zu 3 Stimmen im Senat angenommen. Die drei Gegenstimmen gegen den Namen „Martin-Luther-Universität“ kamen von drei strammen Nationalsozialisten, die den alten Namen „Vereinigte Friedrichs-Universität“ bevorzugt hätten. Am 10. November 1933, anlässlich des 450. Jahrestages von Luthers Geburtstag, erhielt die Universität den Namenszusatz „Martin Luther“. Zur Namensänderungsfeier am Reformationstag 1933 erschien kein höherrangiger nationalsozialistischer Funktionär. Nach dem Namenswechsel versuchte der neu ernannte Rektor Hans Hahne in seiner Universitätsrede am 18. Januar 1934 die Umbenennung explizit unter Rückgriff auf Luthers judenfeindliche Äußerungen zu begründen.
In der Zeit des Nationalsozialismus wurden viele aus politischen Gründen „nicht tragbare“ Gelehrte nach Halle strafversetzt. Zugleich war die Universität politisch motivierten „Säuberungen“ ausgesetzt. Von den 245 Angehörigen des Lehrkörpers im Wintersemester 1932/33 wurden 45 Personen (18,4 %) vertrieben. Gründe für die Entlassung waren jüdische Abstammung, jüdische Ehefrauen, politisches Engagement für die Sozialdemokratie oder Homosexualität. Zu den vom NS-Regime von ihren Lehrstühlen Vertriebenen zählten in der Philosophischen Fakultät der Mathematiker Reinhold Baer, der Althistoriker und Numismatiker Clemens Bosch, der Kunsthistoriker Paul Frankl, der Psychologe Adhémar Gelb, die Indologin Betty Heimann, der Historiker Karl Heldmann, der Soziologe, Nationalökonom und Kulturhistoriker Friedrich Hertz, der Philosoph, Psychologe und Kunsttheoretiker Emil Utitz, sowie der Biochemiker Ernst Wertheimer. Weiter wurden der Theologe Günther Dehn, die Rechtswissenschaftler Max Fleischmann, Rudolf Joerges, Guido Kisch und Friedrich Kitzinger sowie der Ökonom Ernst Grünfeld ihrer Ämter enthoben.
Während des Zweiten Weltkrieges engagierten sich mehrere Professoren in der deutschen Kriegswirtschaft, vor allem als externe Berater von Industrieunternehmen oder auf dem Gebiet kriegswichtiger Grundlagenforschung. Zu nennen sind hier vor allem Chemiker, Physiker, Geologen und Landwirtschaftswissenschaftler. Drei Mediziner beteiligten sich an Massenmorden oder Menschenexperimenten. Zahlreiche Professoren und Dozenten gehörten der NSDAP an und engagierten sich im Sinne des Regimes. Inwiefern der Umbau der Universität zur „nationalsozialistischen Gebrauchshochschule“ (so Rektor Johannes Weigelt 1944) gelang, ist in der Forschung umstritten. 1944/45 gründeten einige Professoren Widerstandsgruppen, was 1945 die beinahe friedliche Übergabe der Stadt Halle an das amerikanische Militär zur Folge hatte. Der Agrarwissenschaftler Emil Woermann wurde wegen seiner Kontakte zu den Verschwörern des 20. Juli 1944 inhaftiert, ein Ehrensenator wegen seiner Beteiligung an den Umsturzplänen hingerichtet.

#### Nach 1945

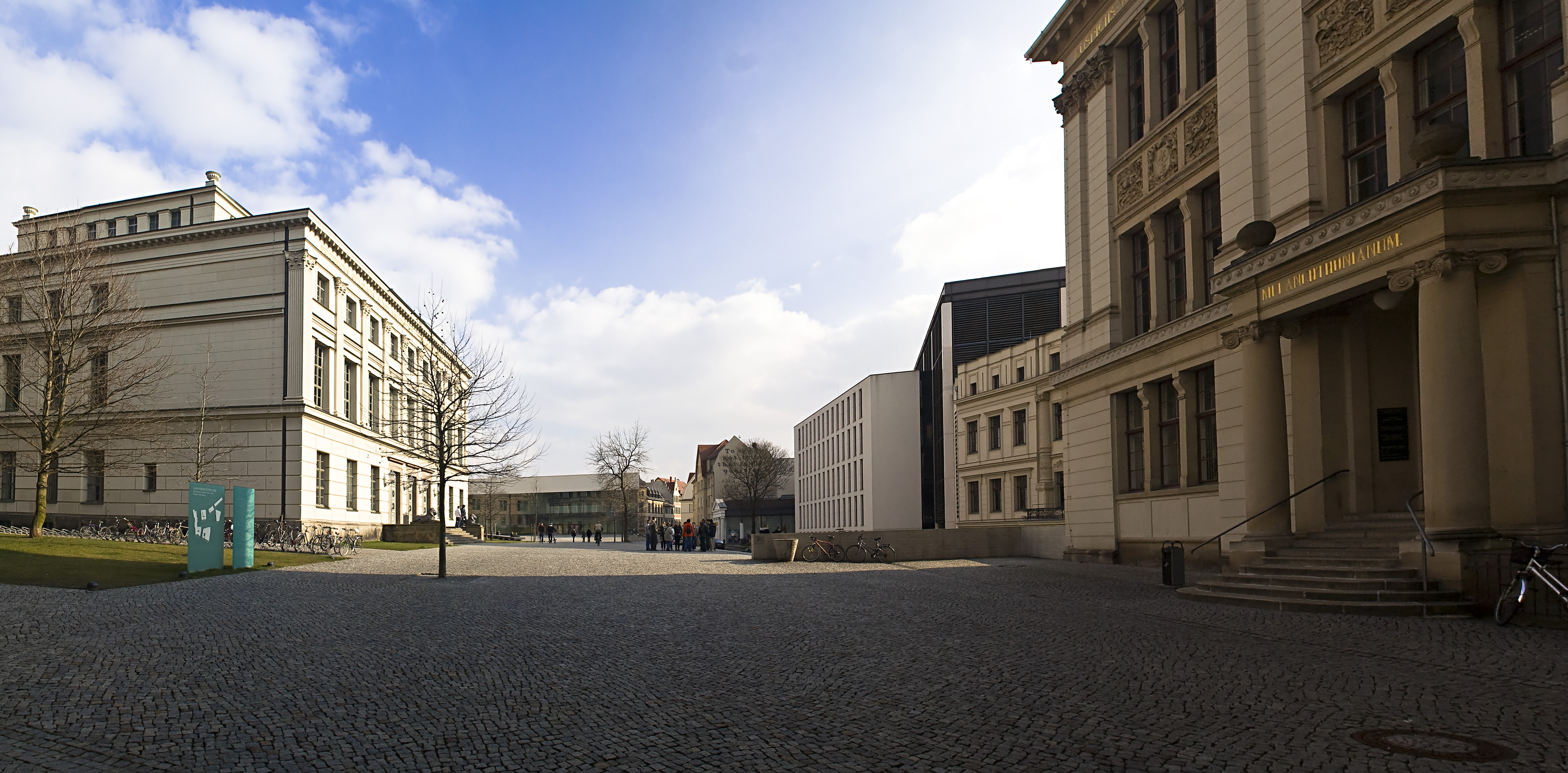
Universitätsplatz mit Löwengebäude, Auditorium maximum (Audimax), Juridicum, Franz-von-Liszt-Haus und Melanchthonianum

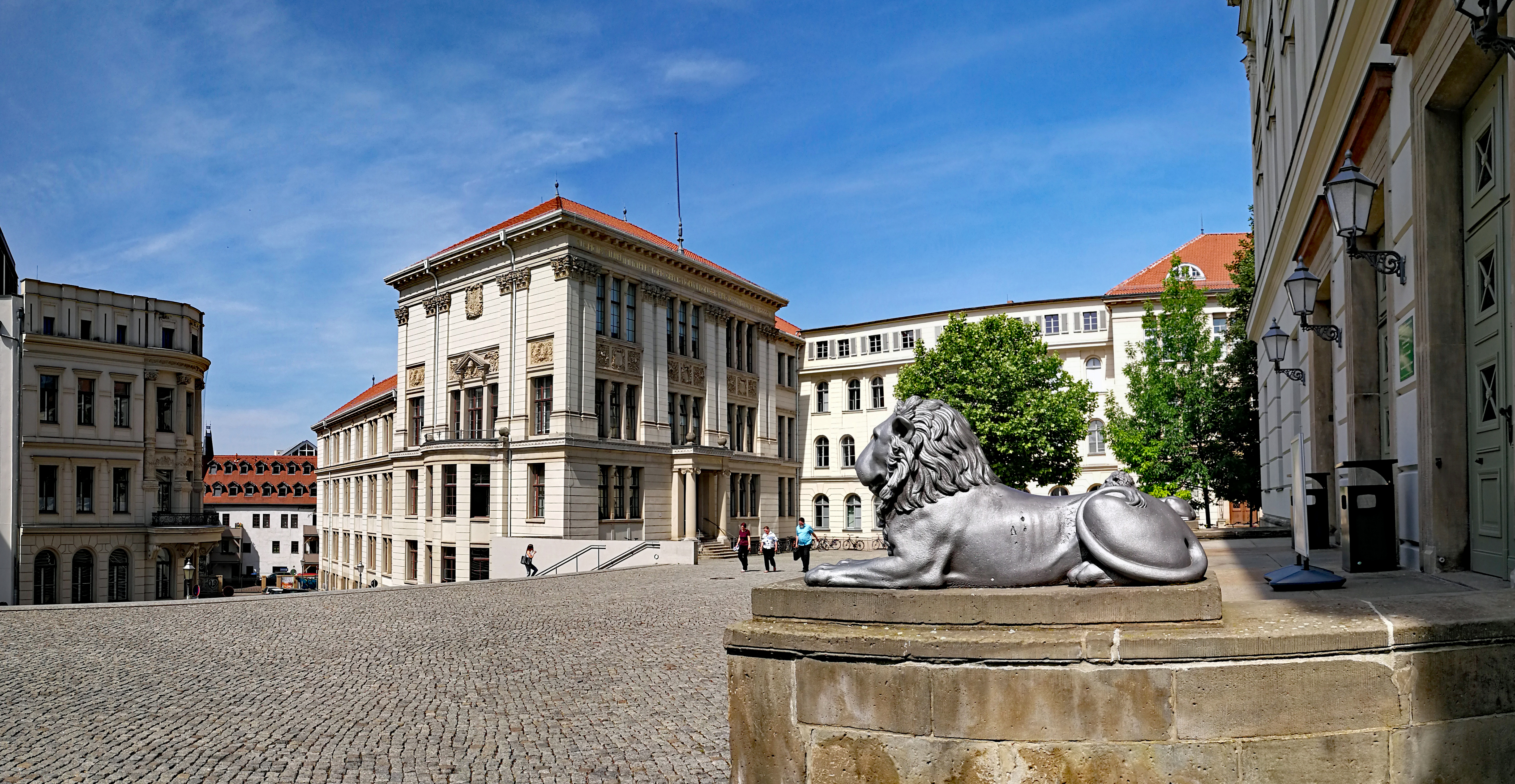
Universitätsplatz mit Franz-von-Liszt-Haus, Melanchthonianum, Rektoratsgebäude, Thomasianum und Löwengebäude

Unter der Aufsicht der amerikanischen Besatzungsmacht gelang der Universität tatsächlich eine demokratische Erneuerung, die von der Sowjetischen Militäradministration jedoch als nicht zukunftsfähig eingestuft wurde. Auf Druck der SMAD kamen ab 1947 ehemalige Mitglieder des Nationalkomitees Freies Deutschland an die Universität. Zugleich war die Universität stalinistischen Säuberungen ausgesetzt: Studenten und Mitarbeiter verschwanden, einigen von ihnen (z. B. dem Jura-Studenten Hans-Dietrich Genscher) gelang in letzter Minute die Flucht in eine der Westzonen. Denunziation und Willkür führten zur Verurteilung von Horst Hennig zu 25 Jahren Gulag.
Am Aufstand vom 17. Juni 1953 beteiligten sich Studenten und Lehrbeauftragte, zum Beispiel Franz Mörl. Professoren beobachteten den Aufstandsversuch mit Sympathie und engagierten sich später für Verhaftete. 1958 kam es zu einer öffentlichen Auseinandersetzung zwischen führenden SED-Mitgliedern und konservativen Professoren. Bis 1961 flohen wenigstens 30 Dozenten und Professoren aus politischen Gründen in die Bundesrepublik. Die genaue Zahl derer, deren Karriere zerstört wurde oder die Nachteile in Kauf zu nehmen hatten, ist noch nicht ermittelt.
Die SED erreichte durch den ausgeübten Druck teilweise ihr Ziel, eine gesellschaftskonforme Ausbildungsstätte kommunistischer Funktionseliten zu schaffen. Trotzdem gab es einige Professoren und Dozenten, die sich staatlichen Vorgaben widersetzten oder sie unterliefen.
Die obligatorische politische Indoktrinierung aller Studenten, später auch der Universitätsmitarbeiter, erfolgte ab 1951 durch ein Gesellschaftswissenschaftliches Institut, ab 1960 umbenannt in Institut für Marxismus-Leninismus und ab 1969 in „Sektion für Marxismus-Leninismus“. Diese existierte bis 1990.
Von 1954 bis 1991 gab es die ABF II, auch Institut zur Vorbereitung auf das Auslandsstudium (IVA) genannt. Sie bereitete Schüler aus der gesamten DDR sprachlich, fachlich, ideologisch und landeskundlich auf ein Hochschulstudium im sozialistischen Ausland (insbesondere in der Sowjetunion) in Ein- oder Zwei-Jahres-Kursen vor.
Nicht zuletzt durch erhebliche Investitionen in naturwissenschaftliche Institute und medizinische Kliniken sowie in eine studentennahe Infrastruktur konnte die Universität Halle, nach Leipzig und Berlin, ihre Stellung als bedeutende wissenschaftliche Einrichtung wieder erlangen.
Mit der Auflösung der Technischen Hochschule Leuna-Merseburg (THLM) zum 31. März 1993 wurden deren Fachbereiche Chemie, Verfahrenstechnik sowie Werkstoff- und Verarbeitungstechnik an die Martin-Luther-Universität angegliedert. Dies war im ersten Hochschulstrukturgesetz Sachsen-Anhalts geregelt worden. Auch aus anderen Fachbereichen der THLM wurden Mitarbeiter an die MLU übernommen.
Durch ihre lange Geschichte ist die Universität mit der Stadt Halle räumlich eng verwoben. Die Universität ist stetig gewachsen; sie hat Gebäude in der gesamten Innenstadt sowie außerhalb davon. Viele Institute sind in alten Villen oder historischen Gebäuden untergebracht. Daneben wurden auch viele Universitätsgebäude neu errichtet oder umfassend renoviert.
Das Empfangsgebäude liegt am Martin-Luther-Erinnerungs-Wanderweg.

## Siegel

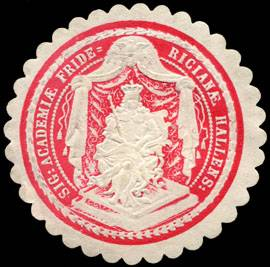
Siegelmarke Sig. Academiae Fridericianae Hallens.

Das Doppelsiegel der Hallischen Universität entstand 1817 bei der Vereinigung der beiden Universitäten Halle und Wittenberg mit Neugründung der Vereinigten Friedrichs-Universität Halle-Wittenberg. Es besteht aus den beiden Siegeln der Universitäten Halle (links) und Wittenberg (rechts), die sie seit ihrer Gründung führten.
Das heutige Bild entspricht dem Siegeltypar des Rektors der Universität Halle aus dem Gründungsjahr 1694. Es zeigt den Stifter der hallischen Universität, den brandenburgischen Kurfürsten Friedrich III. (ab 1701 als Friedrich I. erster König in Preußen). Er sitzt unter einem prunkvoll mit Quasten und Borten geschmückten und innen aufwändig ornamentierten, gefütterten Thronbaldachin, der von einem brandenburgischen Adler, dessen Flügel halb ausgebreitet sind, gekrönt wird. Der Stifter ist im Krönungsornat – mit Harnisch, Hermelinmantel und Kurhut, in der rechten Hand das Zepter haltend und mit der linken das Schwert greifend – dargestellt. Der Thronsessel steht auf einem zweistufigen Piedestal, auf dem eine Brücke liegt. Links von den Stufen beginnt die von unterschiedlichen Schmuckbändern verzierte lateinische Umschrift: „SIG: ACADEMIÆ FRIDERICIANÆ HALLENS:“ (Sigillum Academiae Fridericianae Hallensis – Siegel der Friedrichs-Universität Halle).
Für das Hallische Universitätssiegel nahm man das kurfürstlich-brandenburgische Majestätssiegel als Muster. Dieses Universitätssiegel wurde bei der Gestaltung des Siegels für die 1737 gegründete Universität Göttingen zum Vorbild genommen.

## Die Löwen

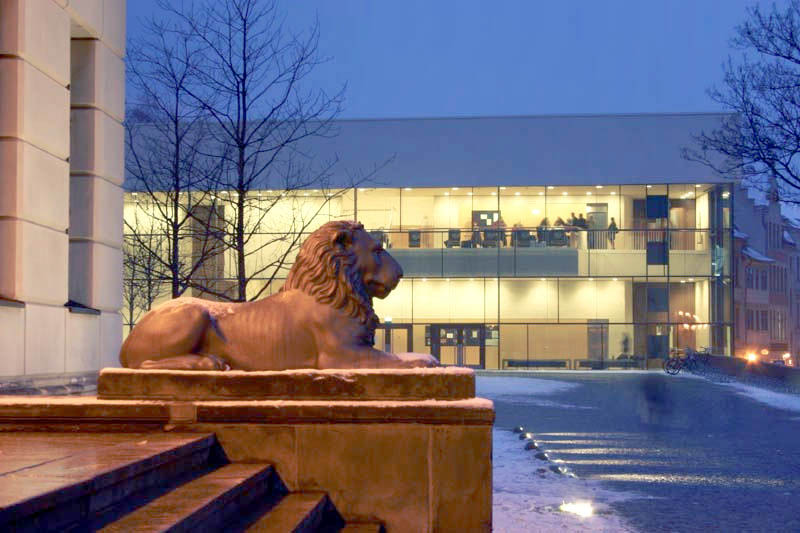
Einer der Löwen, im Hintergrund das Audimax

Vor dem Eingangsportal des Hauptgebäudes am Universitätsplatz liegen auf den Treppenwangen zwei gusseiserne Löwen als symbolische Wächter. Die von Johann Gottfried Schadow (1764–1850) im Jahr 1816 geschaffenen Figuren befanden sich jedoch nicht immer dort. Die Löwen zierten vorher einen Röhrenwasserbrunnen auf dem Marktplatz in Halle, wo sie am 23. Juli 1823 feierlich aufgestellt wurden und wo sich das damalige Hauptgebäude der Universität befand. Auch Heinrich Heine (1797–1856) sah sie dort und erwähnte sie in einem Spottvers, der in Anspielung auf die Unterdrückung der Studentenverbindungen nach den Karlsbader Beschlüssen entstand und zur Sammlung Die Heimkehr 1823–1824 gehört:
Zu Halle auf dem Markt,
Da stehn zwei große Löwen.
Ei, du hallischer Löwentrotz,
Wie hat man dich gezähmet!
Als sich in Halle einige Jahre später eine moderne Wasserleitung im Bau befand und in diesem Zusammenhang eine Fontäne den bisherigen Röhrenwasserbrunnen ersetzen sollte, bot der damalige Oberbürgermeister Franz von Voß am 27. März 1868 die Löwen der Alma Mater bzw. ihrem Kurator Moritz von Beurmann unter Hinweis auf Heinrich Heine an. Das Geschenk des hallischen Magistrats wurde von der Universitätsleitung jedoch erst nach langwierigen Verhandlungen angenommen. Am 21. September 1868 wurden die Löwen schließlich mit einem Treppenwagen auf die Universitätsfreitreppe transportiert. Bis dahin verfügte das zwischen den Jahren 1832–1834 errichtete Hauptgebäude über eine Freitreppe ohne flankierende Löwen. Fortan gab es für das historische Bauwerk die Bezeichnung „Löwengebäude“, benannt nach den Plastiken. Zunächst nur in der Umgangssprache der Studierenden gebräuchlich, setzte sich dieser Name im Laufe der Zeit immer mehr im allgemeinen Sprachgebrauch innerhalb und außerhalb der Universität durch.
Ein studentischer Aberglaube besagt, dass man sich nicht auf die Löwen setzen dürfe, da man sonst das Examen nicht bestehen würde.
Die Löwen spielen inzwischen in der Öffentlichkeitsarbeit der Martin-Luther-Universität eine Rolle. Als Erkennungsmerkmal für die Alma Mater befindet sich auf zahlreichen Publikationen der Universität ähnlich einem Wahrzeichen ein Löwenkopf. Löwen gelten als beliebte Wappentiere. Der Löwe als „König der Tiere“ symbolisiert Stärke, Mut, Kraft und Macht.
Die Schadowschen Löwenplastiken wurden nach der Wende 1989 in Absprache mit dem Landesamt für Denkmalpflege Sachsen-Anhalt restauriert. Einer der Löwen war (vermutlich schon 1868) in zwei Teile zerbrochen. Einige Monate befanden sich die Plastiken in einer Restaurierungsfirma bei Hannover und kehrten im Oktober 1992 zu ihrer Wiedereinweihung zurück. Zeitgleich mit dem 490. Stiftungstag der Wittenberger Universität am 18. Oktober 1992 wurde die Rückkehr der gusseisernen Symbolfiguren in Anthrazit feierlich begangen. Der Farbton entspricht nach dem historischen Befund auch dem ursprünglichen Aussehen der Löwen. Im Bauch des einen Löwen befindet sich seitdem eine Kapsel, die u. a. eine Chronik der Restaurierung, verschiedene Tageszeitungen, ein Vorlesungsverzeichnis der MLU und das (damals aktuelle) Veranstaltungsprogramm der Zentralen Kustodie von 1992 enthält.

## Fakultäten

Die vier Fakultäten von Gustav Adolph Spangenberg im Löwengebäude
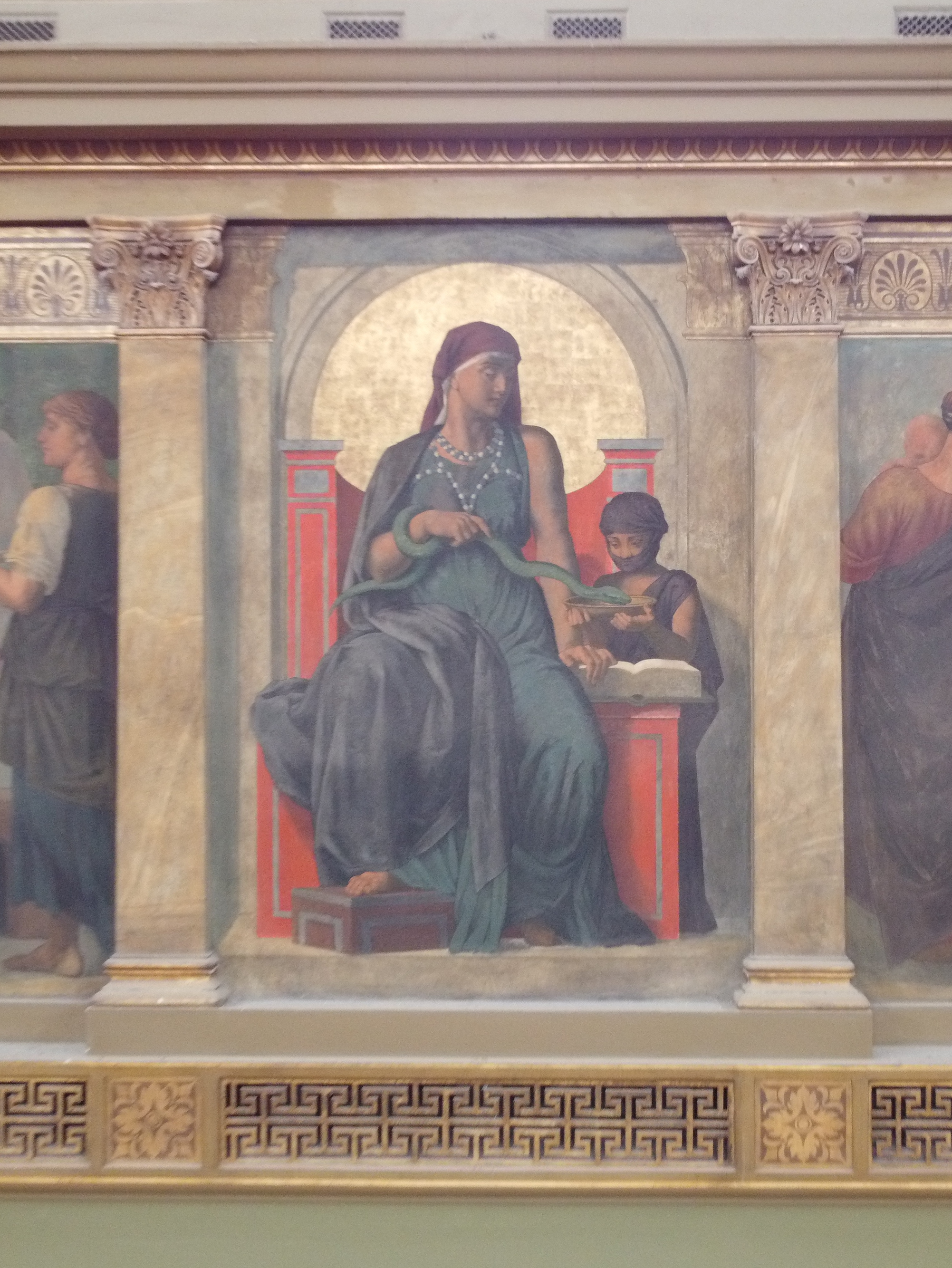
Medizinische Fakultät
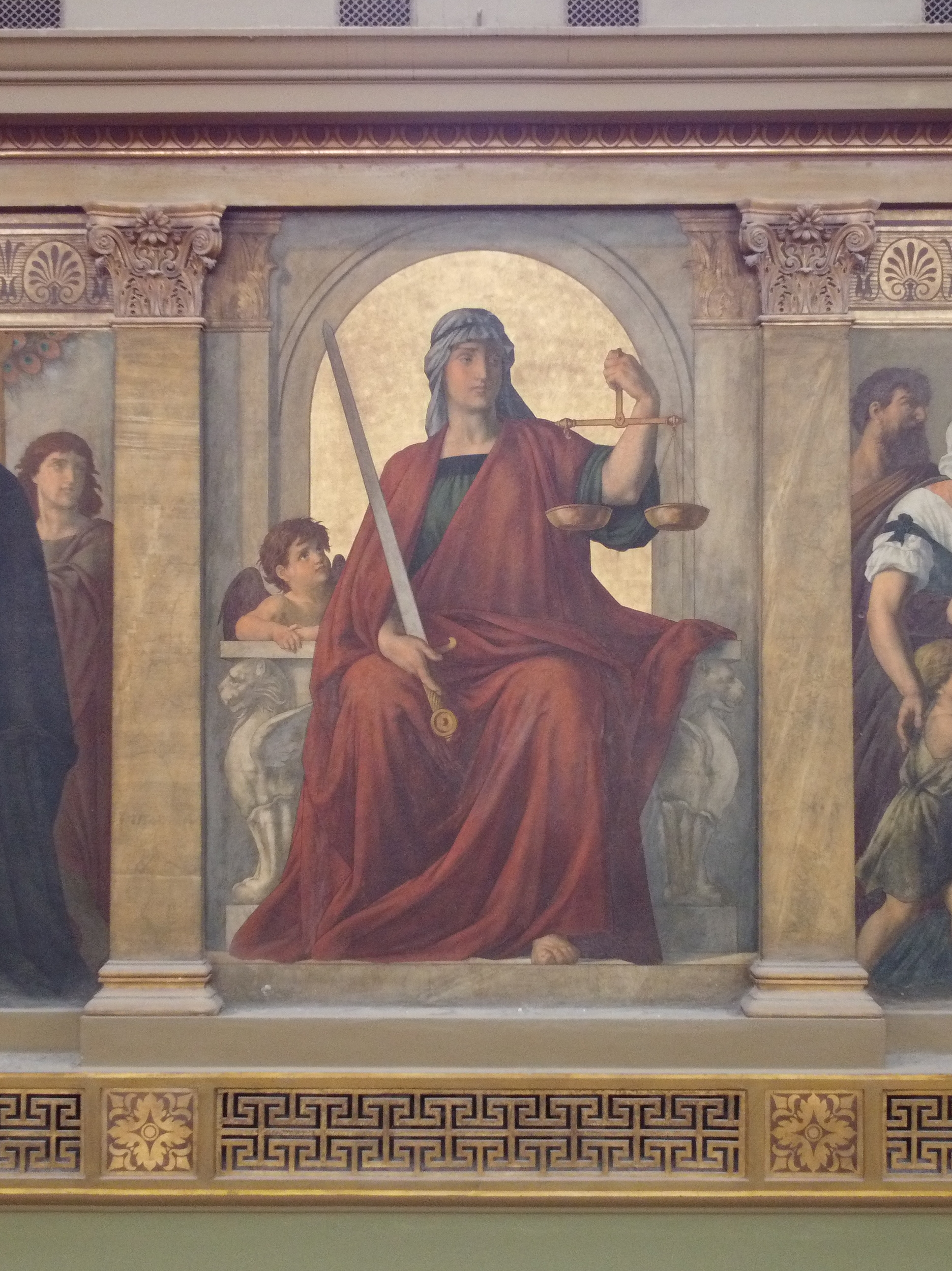
Juristische Fakultät
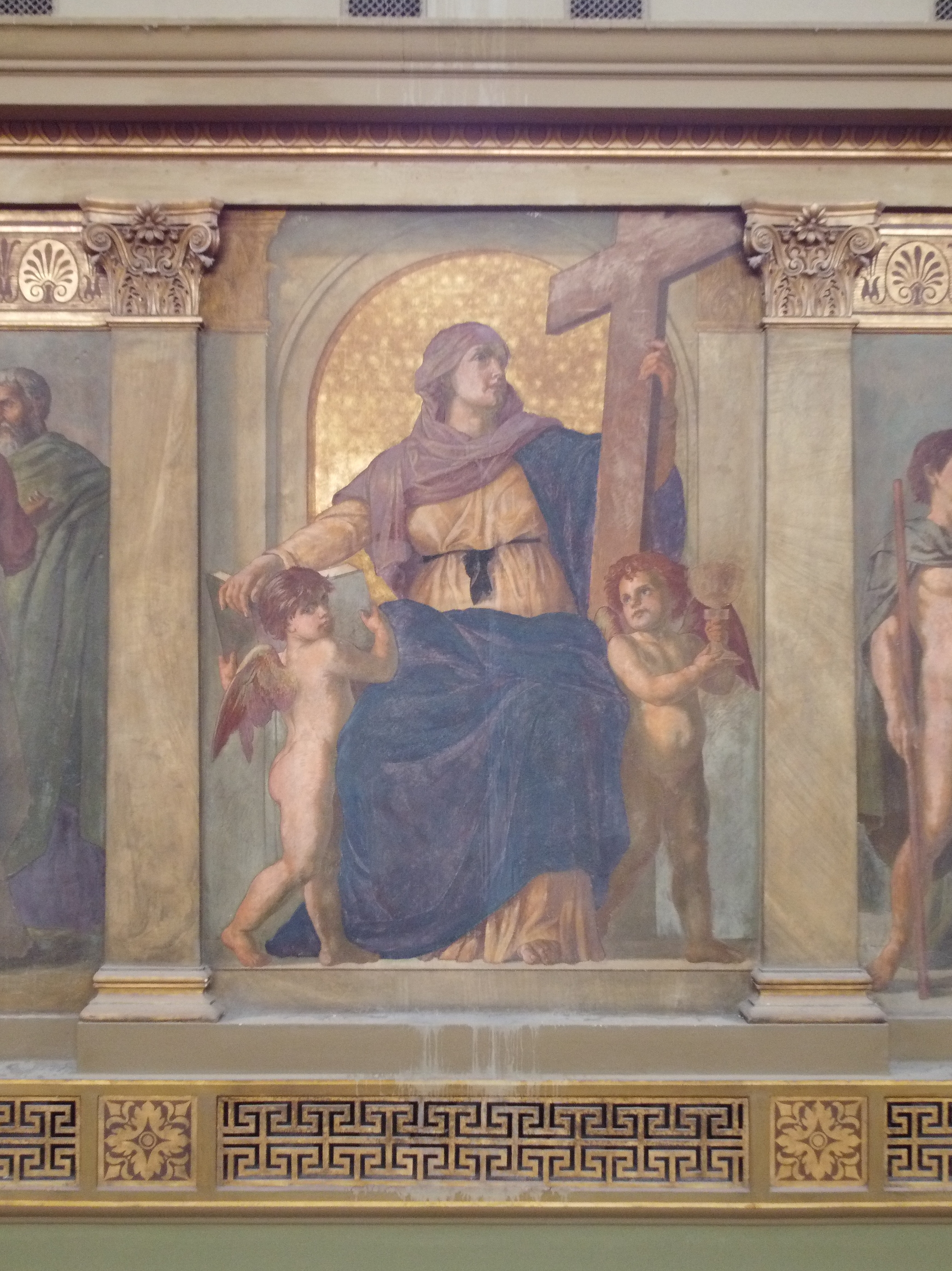
Theologische Fakultät
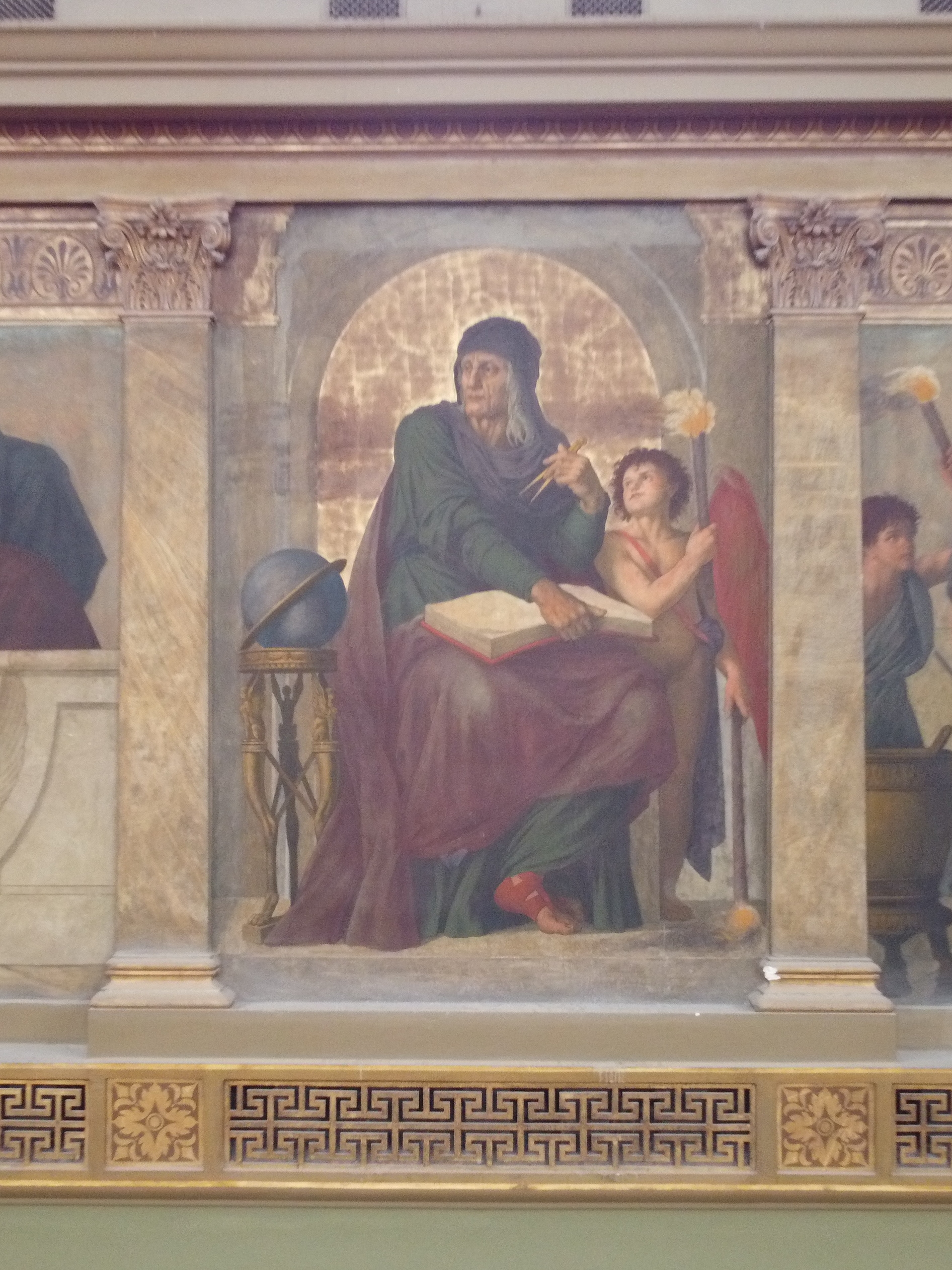
Philosophische Fakultät

### Liste der Fakultäten und Institute
- Theologische Fakultät
  - Institut für Bibelwissenschaft und Kirchengeschichte
  - Institut für Systematische Theologie, Praktische Theologie und Religionswissenschaft
- Juristische und wirtschaftswissenschaftliche Fakultät
  - Juristischer Bereich
  - Wirtschaftswissenschaftlicher Bereich
- Medizinische Fakultät
  - Institut für Anatomie und Zellbiologie
  - Institut für Allgemeinmedizin
  - Institut für Geschichte und Ethik der Medizin
  - Institut für Gesundheits- und Pflegewissenschaft
  - Institut für Humangenetik
  - Julius-Bernstein-Institut für Physiologie
  - Institut für Medizinische Epidemiologie, Biometrie und Informatik
  - Institut für Medizinische Immunologie
  - Institut für Medizinische Mikrobiologie
  - Institut für Medizinische Soziologie
  - Institut für Molekulare Medizin
  - Institut für Pathologie
  - Institut für Pharmakologie und Toxikologie
  - Institut für Physiologische Chemie
  - Institut für Rechtsmedizin
  - Institut für Rehabilitationsmedizin
  - Institut für Umwelttoxikologie
- Philosophische Fakultät I
  - Institut für Ethnologie und Philosophie
  - Institut für Geschichte
  - Institut für Kunstgeschichte, Archäologien und klassische Altertumswissenschaft  1
  - Orientalisches Institut
  - Institut für Politikwissenschaft
  - Institut für Psychologie
  - Institut für Soziologie
- Philosophische Fakultät II
  - Institut für Anglistik und Amerikanistik
  - Germanistisches Institut
  - Institut für Musik, Medien- und Sprechwissenschaften
    - Abteilung Sprechwissenschaft und Phonetik

  - Institut für Romanistik
  - Seminar für Slavistik
  - Institut für Sportwissenschaft
- Philosophische Fakultät III
  - Institut für Pädagogik
  - Institut für Schulpädagogik und Grundschuldidaktik
  - Institut für Rehabilitationspädagogik
  - Institut für katholische Theologie und ihre Didaktik
- Naturwissenschaftliche Fakultät I
  - Institut für Biochemie und Biotechnologie
  - Institut für Biologie
  - Institut für Pharmazie
- Naturwissenschaftliche Fakultät II
  - Institut für Chemie
  - Institut für Physik
  - Institut für Mathematik
- Naturwissenschaftliche Fakultät III
  - Institut für Agrar- und Ernährungswissenschaften
  - Institut für Geowissenschaften und Geographie
  - Institut für Informatik
- Zentrum für Ingenieurwissenschaften 2

### Rationalisierungspläne
Am 28. Mai 2021 wurde bekannt, dass das Rektorat die Philosophische Fakultät I zerschlagen und mehrere Institute schließen will. Hintergrund ist ein Finanzierungsloch von 15 Millionen Euro im Haushalt der MLU. Betroffen sind unter anderem die Institute für Sportwissenschaften, Indologie, Gräzistik und Altertumswissenschaften. Aber auch die Juristische Fakultät und die Institute der Agrarwissenschaften sollen von Kürzungen betroffen sein. Nach einer Beispielrechnung des Rektorates könnten so 300 Stellen an der Universität wegfallen. Über die Kürzungen sollte der Senat ursprünglich am 2. Juni 2021 entscheiden. Der Fachschaftsrat der Philosophischen Fakultät I kritisierte die geplanten Kürzungen und rief zu einer Demonstration und dem Unterschreiben einer Petition gegen die Kürzungen auf. Innerhalb von drei Tagen unterschrieben mehr als 14.000 Personen die Petition. Dem Demonstrationsaufruf kamen am 2. Juni mehrere hundert Menschen nach. In der Senatssitzung im Anschluss an die Demonstration wurde der Vorschlag des Rektors in einer öffentlichen Senatssitzung teils heftig kritisiert. Neben der Auseinandersetzung über die Wichtigkeit der Institute wurde auch die Kommunikationsstrategie des Rektorates angegriffen. So wurde beispielsweise bemängelt, dass es im Vorfeld keine Diskussion mit den betroffenen Fakultäten gegeben habe.
In der Folge wurde nicht über das Positionspapier des Rektorates abgestimmt. Stattdessen beschloss der Senat ein Arbeitspapier, welches in der Sitzung durch ein Senatsmitglied vorgestellt worden war. Demnach konstatiert der Senat, dass sich die MLU in einer kritischen Haushaltssituation befinde und sich einer Debatte um ihre „Profilschärfung“ stellen müsse. Diese solle allerdings in Dialog mit den Fakultäten und allen Gremien der MLU stattfinden. Außerdem wurde (auch im Zusammenhang mit der unmittelbar bevorstehenden Landtagswahl in Sachsen-Anhalt) auf die Verantwortung der Landesregierung verwiesen, die für eine ausreichende Finanzierung der Universität zuständig sei. Damit wurde bisher nicht über eine Schließung von Instituten oder eine Neustrukturierung der Fakultäten entschieden.
Bereits in der Vergangenheit war es an der MLU zu haushaltsbedingten Kürzungen im Universitätsangebot gekommen. So werden Bachelorstudiengänge im Bereich der Musik nicht mehr angeboten. Auch die Studiengänge der Ingenieurwissenschaften laufen momentan aus.
Am 7. April 2022 stimmte der Senat trotz heftiger Proteste mit 13 Ja- zu zehn Nein-Stimmen einem überarbeiteten Kürzungsplan des Rektorats zu, das faktisch eine Verkleinerung der Universität bedeutete, mit dem Wegfallen von 25 Professuren und der Streichung von ca. 4000 Studienplätzen. Dabei sind vor allem geisteswissenschaftliche Fächer, die den Kern einer klassischen Universität ausmachen, in ihrer Existenz betroffen. Bereits ab dem Wintersemester 2022/23 soll demnach die Immatrikulation in Studiengängen in den Bereichen Gräzistik, Vorislamischer Orient, Indologie sowie Südasienkunde ausgesetzt werden.

## Gleichstellung
Eine Untersuchung des Bildungsanbieters WBS im Jahr 2019 ergab, dass die Martin-Luther-Universität Halle-Wittenberg mit einem Anteil von 17,3 % einen der kleinsten Frauenanteile unter den Professuren aller untersuchten 44 Hochschulen aufwies.

## Kooperationen mit ausländischen Universitäten
Die MLU hat unter anderem Kooperationsverträge mit der University of Florida (2002), der Arab European University in Damaskus (2007) und im Jahr 2008 einen Kooperationsvertrag mit der Staatlichen Universität Jerewan abgeschlossen. Viele Fakultäten bzw. die ihnen untergeordneten Institute verfügen ihrerseits ebenfalls über Kooperationen mit ausländischen Universitäten. So gibt es bspw. am Institut für Romanistik an der Philosophischen Fakultät II eine Zusammenarbeit mit der Facultad de Artes y Letras an der Universität von Havanna.

## Forschungsmagazin
Die Universität gibt das populärwissenschaftliche Forschungsmagazin „Scientia Halensis“ heraus, das zweimal im Jahr im Druck erscheint und auch online zugänglich ist. Das Magazin erscheint mit Unterstützung der „Vereinigung der Freunde und Förderer der Martin-Luther-Universität Halle-Wittenberg e. V.“ (VFF).

## An-Institute
Die MLU Halle verfügt über mehrere An-Institute, die mit der Universität kooperieren (Stand Ende 2013). (Der Name der An-Institute ist dabei hier meist nur in einer Kurzform angegeben; der Langname ergänzt oft noch die Eigenschaft als An-Institut.)
- Agrochemisches Institut Piesteritz e. V.
- BioSolutions Halle GmbH
- Institut Europäisches Romanik Zentrum an der Martin-Luther-Universität Halle-Wittenberg e. V. (Sitz in Merseburg)
- Forschungsstelle zur Rehabilitation von Menschen mit kommunikativer Behinderung e. V.
- Hallisches Institut für Medien (HIM) an der Martin-Luther-Universität Halle-Wittenberg e. V.
- Univations GmbH Institut für Wissens- und Technologietransfer
- Institut für Angewandte Dermatopharmazie an der Martin-Luther-Universität Halle-Wittenberg e. V.
- Institut für deutsche Sprache und Kultur an der Martin-Luther-Universität Halle-Wittenberg e. V.
- Institut für Hochschulforschung Wittenberg e. V.
- Institut für Leistungsdiagnostik und Gesundheitsförderung e. V.
- Institut für Technische Biochemie an der Martin-Luther-Universität Halle-Wittenberg e. V.
- Institut für Unternehmensforschung und Unternehmensführung an der Martin-Luther-Universität Halle-Wittenberg e. V.
- Polymer Service GmbH Merseburg
- Steridoc GmbH
- Zentrum für Sozialforschung Halle e. V.

## Angeschlossene Einrichtungen

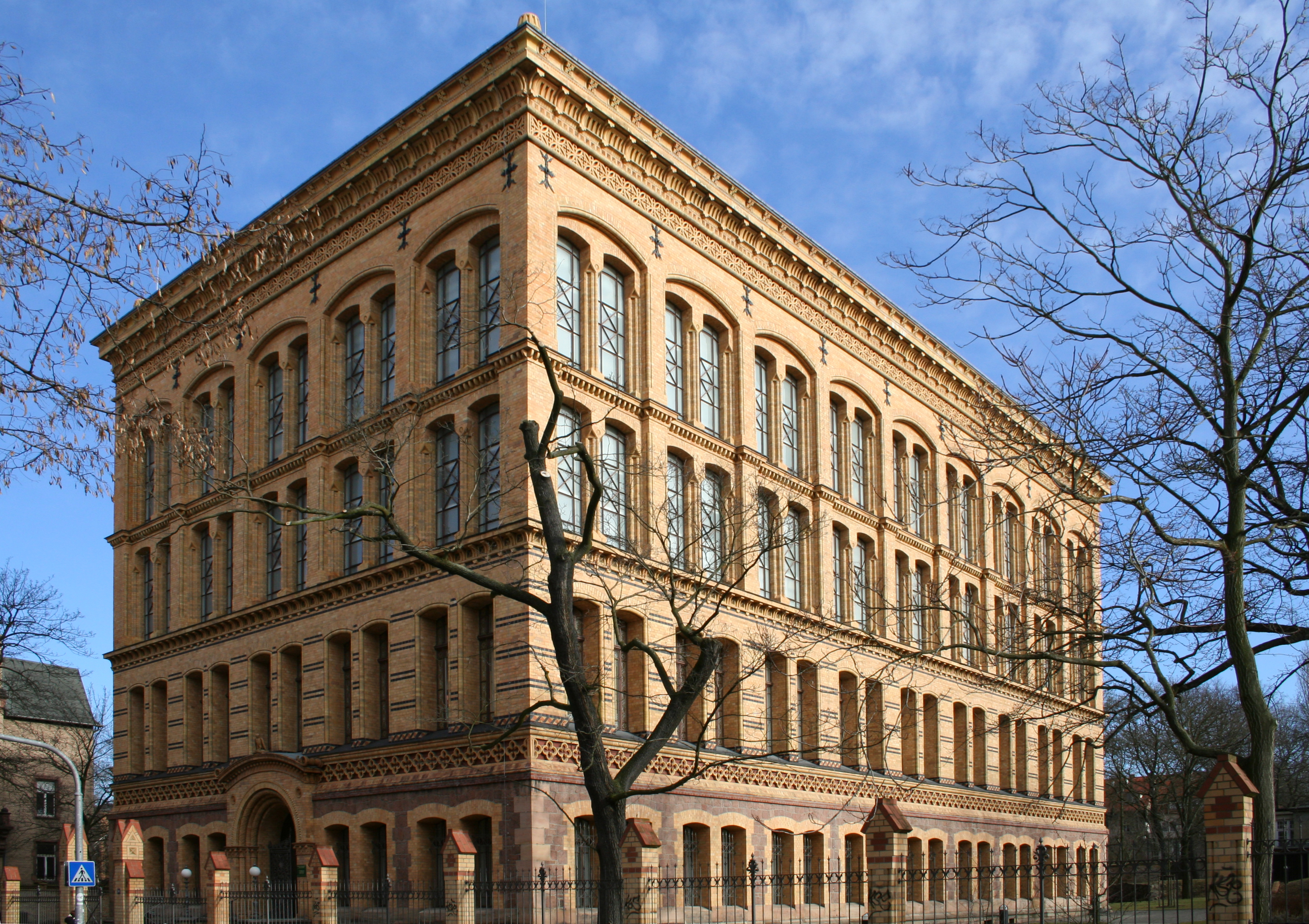
Universitäts- und Landesbibliothek Sachsen-Anhalt

- Archäologisches Museum der Martin-Luther-Universität Halle-Wittenberg
- Botanischer Garten Halle mit der historischen Sternwarte Halle und mit dem Brockengarten, alpiner Versuchs- und Schaugarten auf dem Gipfel des Brocken (1951 übernommen und seit 1991 gemeinsam mit der Georg-August-Universität Göttingen wieder aufgebaut)
- Burse zur Tulpe (teilweise auch durch das Studentenwerk genutzt)
- Geologischer Garten Halle im Innenhof des Fachbereichs Geowissenschaften
- HALESMA A.N.D. (Hallesche Europäische Journalistenschule für multimediale Autorschaft)
- Leucorea – Stiftung des öffentlichen Rechts
- Meckelsche Sammlung (historische Anatomiesammlung)
- Mitteldeutsche Gesellschaft der Iurisprudenz
- Museum für Haustierkunde Julius Kühn des Instituts für Agrar- und Ernährungswissenschaften
- Universitäts- und Landesbibliothek Sachsen-Anhalt
- Wissenschaftscampus Halle – pflanzenbasierte Bioökonomie
- Jugenduni

## Wissenschaftliche Zentren
Der Akademische Senat der Martin-Luther-Universität Halle-Wittenberg hat im Jahr 1993 die Gründung Interdisziplinärer Wissenschaftlicher Zentren beschlossen. Ihr Ziel ist es, interdisziplinäre und innovative Strukturen für Forschung und akademische Ausbildung an der Universität zu schaffen.
- Aleksander-Brückner-Zentrum für Polenstudien
- Biozentrum
- Interdisziplinäres Wissenschaftliches Zentrum Medizin-Ethik-Recht (MER)
- Interdisziplinäres Zentrum für die Erforschung der Europäischen Aufklärung (IZEA)[32]
- Interdisziplinäres Zentrum für Nutzpflanzenforschung (IZN)
- Interdisziplinäres Zentrum für Pietismusforschung der Martin-Luther-Universität Halle-Wittenberg in Verbindung mit den Franckeschen Stiftungen zu Halle (IZP)[33]
- Zentrum für Interdisziplinäre Regionalstudien (ZIRS)
- Zentrum für Angewandte Medizinische und Humanbiologische Forschung (ZAMED)
- Universitätszentrum Informatik (UZI)
- Zentrum für Schul- und Bildungsforschung (ZSB)

## Akademische Lehrkrankenhäuser
Die Martin-Luther-Universität Halle-Wittenberg kooperiert mit zahlreichen Krankenhäusern im Süden Sachsen-Anhalts und einem Klinikum in Brandenburg. Folgende Einrichtungen dienen als Akademische Lehrkrankenhäuser der MLU:
- Alexianer Klinik Bosse Wittenberg
- AMEOS Klinikum Bernburg
- Asklepios Klinik Weißenfels
- BG Klinikum Bergmannstrost Halle
- Carl-von-Basedow-Klinikum Merseburg
- Diakoniekrankenhaus Halle
- Evangelisches Krankenhaus Paul Gerhardt Stift Lutherstadt Wittenberg
- Gesundheitszentrum Bitterfeld-Wolfen
- Helios Klinik Hettstedt
- Helios Klinik Köthen
- Helios Klinik Lutherstadt Eisleben
- Helios Klinik Sangerhausen
- KMG Klinikum Luckenwalde
- Krankenhaus Martha-Maria Halle-Dölau
- Krankenhaus St. Elisabeth und St. Barbara Halle
- SRH Klinikum Burgenlandkreis GmbH, Standort SRH Naumburg

## Universitätsmusik
- Universitätschor Halle „Johann Friedrich Reichardt“
- Akademisches Orchester Halle
- Uni-Bigband Halle

## Umfeld
- Deutsche Akademie der Naturforscher Leopoldina
- Liste der Studentenverbindungen in Halle (Saale)